# Hermann Schreiber

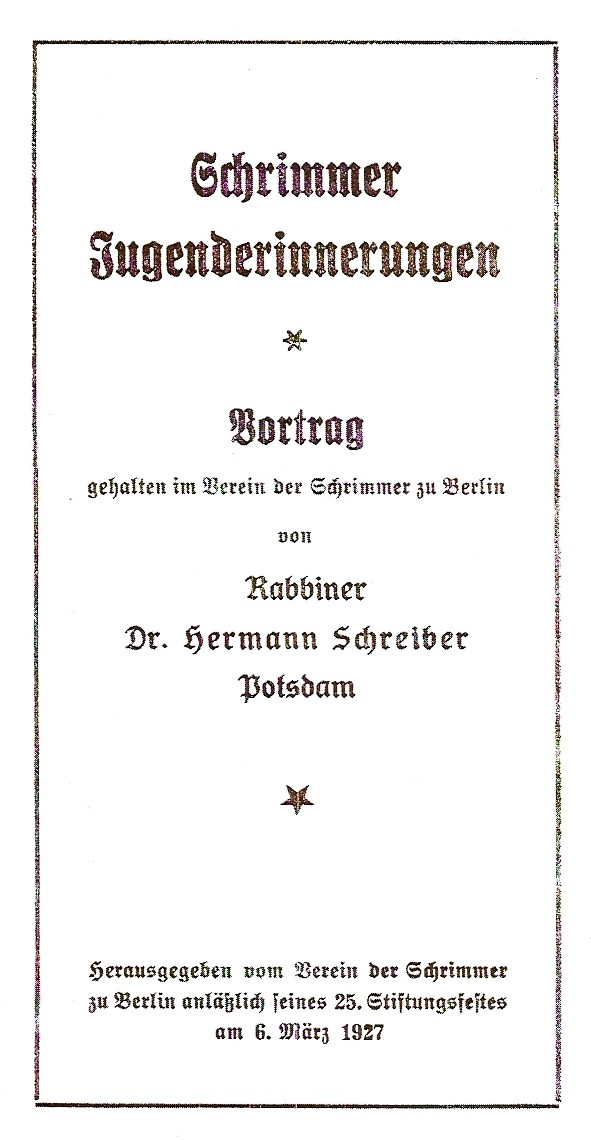
Pierwodruk oryginału Wspomnień z mojej młodości w Śremie Hermanna Schreibera

Hermann Schreiber (ur. 21 sierpnia 1882 w Śremie, zm. 27 września 1954 w Berlinie) – doktor filozofii, rabin, publicysta.

## Lata młodości

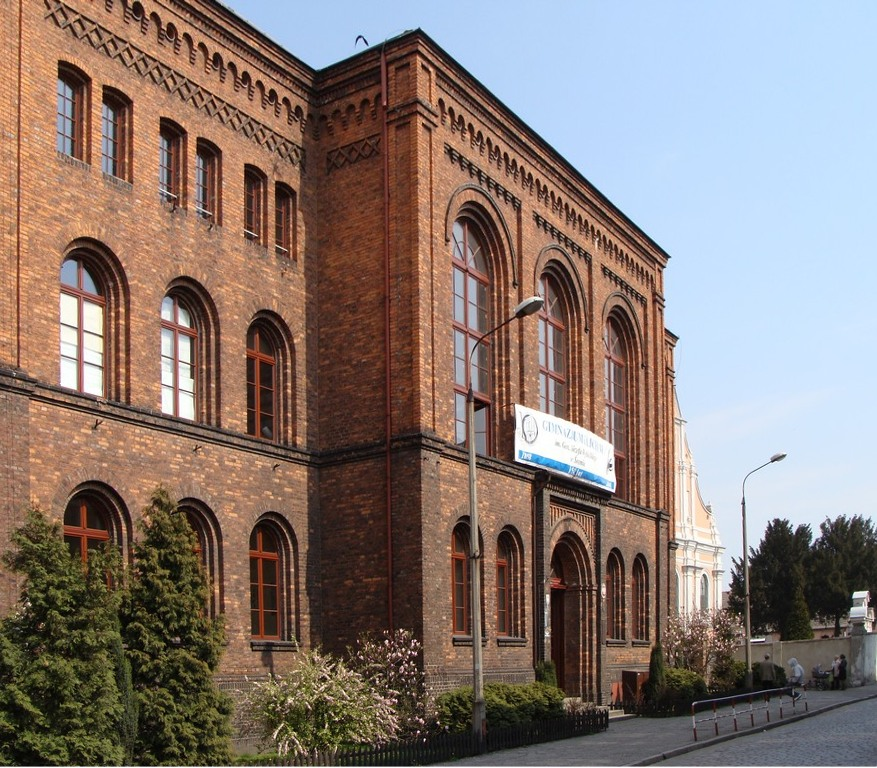
Gimnazjum (obecnie liceum ogólnokształcące) w Śremie, do którego uczęszczał Hermann Schreiber

Hermann Schreiber wywodził się z rodziny żydowskiej osiadłej w Śremie, w jego czasach już zgermanizowanej (opowiadanie się społeczności żydowskiej w zaborze pruskim za kulturą i językiem niemieckim było powszechnym zjawiskiem w II. połowie XIX w.). Ojciec Hermanna, Pedazur Schreiber, uczył religii w szkółce żydowskiej i był pomocnikiem rabina, matka Balbina z domu Schreier prowadziła dom. Hermann był jedynym ich synem z pięciorga ich dzieci (był najmłodszy). Po ukończeniu i zdaniu egzaminu maturalnego w gimnazjum (obecnie Liceum Ogólnokształcące im gen. Józefa Wybickiego) w Śremie w 1901 r. studiował w Konserwatywnym Żydowskim Seminarium Teologicznym we Wrocławiu, gdzie został ordynowany na rabina, następnie na Uniwersytecie Wrocławskim, gdzie uzyskał tytuł doktora filozofii. Około 1910 r. ożenił się z Charlotte Neumann, z którą miał syna Paula.

## Działalność w Niemczech

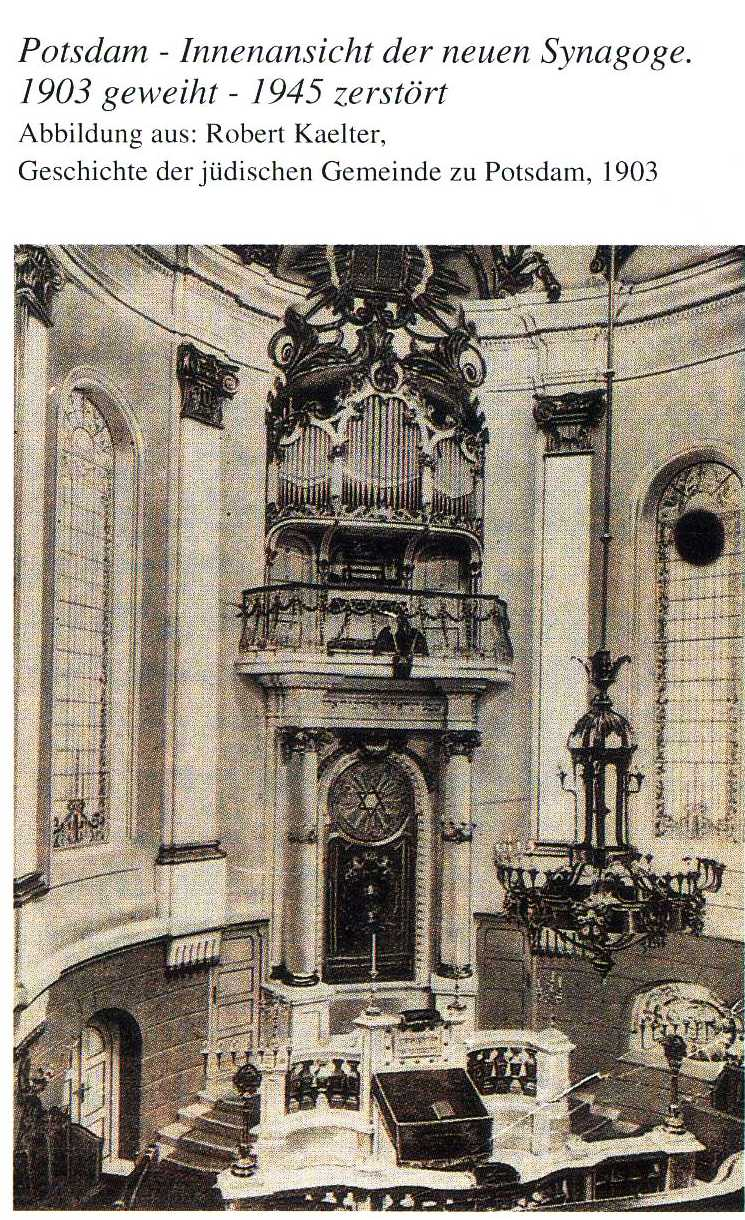
Wnętrze synagogi w Poczdamie, gdzie Hermann Schreiber był rabinem. Synagoga została zniszczona podczas bombardowania w 1945 r.

W latach 1912–1938 Hermann Schreiber mieszkał w Poczdamie. Pisał artykuły do czasopism (m.in. Israelitisches Familienblatt), przetłumaczył Pięcioksiąg z języka hebrajskiego na niemiecki, przez wiele był rabinem w poczdamskiej synagodze. Był przewodniczącym powstałego w 1921 r. Żydowskiego Liberalnego Związku Młodzieżowego w Poczdamie, działał w Związku Śremian (niem. Verein der Schrimmer), organizacji założonej w Berlinie w 1902 r. i skupiającej Żydów wywodzących się ze Śremu, którzy później wyemigrowali do Rzeszy.

## Emigracja do Wielkiej Brytanii
Od dojścia nazistów do władzy w 1933 r. Hermann Schreiber, stał się obiektem prześladowań. W 1938 r., podczas tzw. nocy kryształowej, był świadkiem zdemolowania poczdamskiej synagogi. Wkrótce potem został osadzony w obozie koncentracyjnym Sachsenhausen. Na początku 1939 r., po zwolnieniu z obozu, udało mu się z żoną i synem wyemigrować do Wielkiej Brytanii, gdzie zamieszkał w Londynie. Kontynuował pracę publicystyczną, pisząc artykuły po angielsku, zasłużył się przy budowie Bet Din (Domu Sądu Stowarzyszenia Synagog (ang. Association of Synagogues) w Wielkiej Brytanii. Brał też udział w życiu gminy żydowskiej w Amsterdamie, a od 1952 r. odwiedzał Berlin Zachodni, gdzie uczestniczył w obchodach żydowskiego Nowego Roku (Rosz ha-Szana). Podczas jednej z tych wizyt zmarł podczas obchodów święta, zaraz po wygłoszeniu kazania w synagodze przy Pestalozzistraße w Berlinie. Hermann Schreiber został pochowany na cmentarzu żydowskim w Berlinie-Weißensee.

## Wspomnienia
6 marca 1927 r., z okazji 25-lecia powstania Związku Śremian, Hermann Schreiber wygłosił odczyt, który potem został wydany drukiem pod tytułem Schrimmer Jugenderinnerungen (pol. Wspomnienia z mojej młodości w Śremie). Wspomnienia te są cennym źródłem do badań nad historią Żydów w zaborze pruskim. Schreiber opisał w nich codzienne życie swojej rodziny i innych Żydów mieszkających w Śremie, tradycje, zwyczaje i święta żydowskie, ale również życie Polaków i Niemców – mieszkańców Śremu. W 2008 r. wspomnienia te, przetłumaczone na język polski, wydał śremski historyk-regionalista Krzysztof Budzyń w Śremskim Notatniku Historycznym; wspomnienia przetłumaczono też na język angielski.